# Sbierbank Rossii
Sbierbank Rossii (ros. Сбербанк России) – jest największym bankiem w Rosji i Europie Wschodniej. Należy w ponad 50% do Centralnego Banku Federacji Rosyjskiej.
Siedziba spółki znajduje się w Moskwie, a historia przedsiębiorstwa sięga jeszcze reformy finansowej Imperium Rosyjskiego przeprowadzonej przez Georga von Cancrina w 1841 roku.
W 2006 roku Sbierbank nabył jeden z największych banków Kazachstanu (Texakabank), w 2007 roku – NRB Ukraina (ukr. НРБ-Україна), zaś w 2009 roku – białoruski BPS-Bank (biał. БПС-Банк), stając się jednym z największych graczy na każdym z tych rynków.
We wrześniu 2011 roku bank w ramach swojej ekspansji na rynki zagraniczne zakupił sto procent akcji austriackiego banku Volksbank International AG wchodząc w ten sposób także na rynki Czech, Słowacji, Węgier, Słowenii, Chorwacji, Bośni i Hercegowiny oraz Serbii.
W czerwcu 2012 roku odkupił 99,8% akcji tureckiego banku Denizbank od belgijsko–francuskiej spółki Dexia.
Prezesem zarządu od 2007 r. jest German Gref.
Od 1 sierpnia 2014 roku Sbierbank razem z czterema innymi państwowymi bankami w Rosji objęty jest sankcjami UE, wprowadzonymi po rosyjskiej aneksji Krymu oraz okupacji Doniecka i Ługańska. Analogiczne kroki prawne zostały podjęte również przez amerykański Departament Skarbu.